# Барри, Себастьян
Себастьян Барри (англ. Sebastian Barry; род. 5 июля 1955, Дублин) — ирландский писатель и поэт, драматург, редактор, педагог. Он известен своим плотным литературным стилем письма и считается одним из лучших современных авторов Ирландии.

## Ранние годы
Себастьян родился в Дублине в семье архитектора Фрэнсиса Барри и ирландской актрисы Джоан О’Хара. Его детство проходило в доме в Монкстауне, который Барри описывает в своем произведении «Рождественская сказка». Он обучался в Католической школе и Тринити-колледже в Дублине, где он изучал английский и латынь. Также был редактором в журнале «Icarus».

## Карьера
Литературная карьера Барри началась с поэзии. В качестве драматурга он работал для нескольких британских театров.
Барри дважды был отмечен номинациями на премию «Букер» за свои романы «Долгий путь» (2005) и «Скрижали судьбы» (2008), последний из которых получил премию Коста и премию Джеймса Тейта Блэка. Его роман 2011 года «На стороне Ханаана» вошёл в длинный список Букеровской премии. В январе 2017 года Барри вновь был удостоен Премии Коста, став первым романистом, выигравшим престижную премию дважды.

## Личная жизнь
Барри проживает в графстве Уиклоу с женой Элисон. У пары трое детей: Корал, Мерлин и Тоби. Себастьян сообщает, что его сын Тоби, открытый гей, помог ему написать книгу «Бесконечные дни».

## Экранизации
В 2016 года на экраны вышел фильм «Скрижали судьбы» по одноимённому роману Себастьяна Барри.